# Sybrand van Niekerk
Pour les articles homonymes, voir van Niekerk.
Sybrand Gerhardus Johannes van Niekerk (1914-2011) est un homme politique d'Afrique du Sud, membre du conseil provincial du Transvaal, administrateur de la province du Transvaal (1966-1979), membre fondateur du parti conservateur d'Afrique du Sud et membre du parlement pour la circonscription de Koedoespoort à Pretoria.
Il commença sa carrière politique comme conseiller municipal de Meyerton, dans le triangle du Vaal, avant de représenter la circonscription de Loskop au conseil provincial du Transvaal. Administrateur de la province durant 13 ans, il est élu député en 1981.
Il meurt à l'âge de 97 ans le 15 novembre 2011 à Pretoria.
Plusieurs lieux ont été baptisés à son nom tels une école à Sabie (Afrique du Sud), une route traversant Alberton et un resort du Mpumalanga.
Le Sybrand van Niekerk Hospital de Carletonville a été cependant rebaptisé Carletonville hospital en 2004.